# Will Adams
Will Adams (* 1963) ist ein britischer Autor von Thrillern.

## Leben
Adams verdiente sich seinen Lebensunterhalt in den verschiedensten Berufen, beispielsweise Verkäufer, Dekorateur und Pförtner. Eine ausgedehnte Reise nach und durch Ägypten inspirierte ihn zu seinen Romanen. Begeistert vom alten Ägypten schuf er als Protagonisten den Archäologen „Daniel Knox“ und debütierte 2007 erfolgreich mit seinem Erstling Das Gottesgrab.
Zurzeit (2010) lebt Adams als freier Schriftsteller in Essex.

## Werke
Daniel-Knox-Zyklus
- The Alexander Cipher. London 2008.
Der Roman thematisiert die Suche nach dem Grab Alexander des Großen.
  - Deutsch: Das Gottesgrab. Thriller. Rowohlt, Reinbek 2007, ISBN 978-3-499-24585-5 (übersetzt von Andree Hesse)
- The exodus quest. Leicester 2009.[1]
Der Roman thematisiert die Alte Kirche und Pharao Echnaton.
  - Deutsch: Die Jagd am Nil. Thriller. Rowohlt, Reinbek 2009, ISBN 978-3-499-24939-6 (übersetzt von Andree Hesse)
  - Deutsches Hörbuch: Die Jagd am Nil. Audiobuch Verlag, Freiburg/B. 2009, ISBN 978-3-89964-355-8 (6 CDs, gelesen von Johannes Steck).
- The lost labyrinth. London 2009.
Der Roman thematisiert die Suche nach dem goldenen Vlies.
  - Deutsch: Wächter des Labyrinths. Rowohlt, Reinbek 2010, ISBN 978-3-499-24940-2 (übersetzt von Andree Hesse)
- The eden legacy. London 2010.
  - Deutsch: Die Drachenflotte. Rowohlt, Reinbek 2012, ISBN 978-3-499-25851-0 (übersetzt von Mechtild Sandberg-Ciletti)